# Commonwealth Youth Games 2011
Die Commonwealth Youth Games 2011 fanden vom 7. bis zum 13. September 2011 auf der Isle of Man statt. Es nahmen 800 Athleten in 110 Disziplinen in sieben Sportarten an diesen vierten Commonwealth Youth Games teil.

## Teilnehmende Nationen
| - Anguilla - Niederländische Antillen - Australien - Bahamas - Bangladesch - Barbados - Belize - Bermuda - Botswana - Britische Jungferninseln - Brunei - Kamerun - Kanada - Cayman Islands - Cookinseln - Zypern - Dominica - England - Falklandinseln - Gambia - Ghana - Gibraltar - Grenada - Guernsey | - Guyana - Indien - Isle of Man - Jamaika - Jersey - Kenia - Kiribati - Lesotho - Malawi - Malaysia - Malediven - Malta - Mauritius - Montserrat - Mosambik - Namibia - Nauru - Neuseeland - Nigeria - Niue - Nordirland - Pakistan - Papua-Neuguinea - Ruanda | - St. Helena, Ascension und Tristan da Cunha - St. Kitts und Nevis - St. Lucia - St. Vincent und die Grenadinen - Samoa - Schottland - Seychellen - Sierra Leone - Singapur - Salomonen - Südafrika - Sri Lanka - Swasiland - Tansania - Tonga - Trinidad und Tobago - Turks- und Caicosinseln - Tuvalu - Uganda - Wales - Sambia |

## Sportarten
- Badminton
- Boxen
- Leichtathletik
- Radsport
- Rugby sevens
- Schwimmsport
- Turnen